# Barna da Siena
Barna da Siena, cunoscut și sub numele de Barna di Siena, a fost un pictor sienez (n. secolul al XIV-lea, Siena, Republica Siena⁠(d) – d. 1380) ce a activat în Siena din jurul anului 1330 până în 1350. A fost elevul lui Simone Martini. Se crede că Barna a realizat frescele ce înfățișează viața lui Iisus de la Collegiata di San Gimignano și în general îi este atribuită lucrarea Iisus purtând crucea, cu un călugăr dominican ce aparține colecției Frick din New York City. A murit după ce a căzut de pe schelă. Personajele lui Barna sunt mai dramatice și mai viguroase decât oricare altă pictură sieneză de dinaintea sa.

## Viața
Există multe dezbateri și incertitudini cu privire la cine a fost Barna da Siena. Din cauza lipsei lucrărilor semnate, Barna este considerat maestrul clădirii Collegiata di San Gimignano. Se crede că elevul său Giovanni d'Asciano l-a ajutat cu frescele și că a finalizat porțiunile neterminate după ce Barna a căzut de pe schelă și a murit relativ tânăr. S-a sugerat, după lucrările biografului Giorgio Vasari, că a maestrul care a lucrat la Collegiata di San Gimignano a fost Bernardo Bertini. Se crede că Bernardo a fost luat prizonier în 1335 în urma unei încăierări cu locuitorii orașului Lucca. A mers ulterior în Siena unde a studiat în atelierul lui Simone Martini. Documentele arată că în 1355 era fie plecat din Siena, fie mort. Acest aspect sprijină ipoteza că Barna, maestrul Collegiata di San Gimignano, a murit relativ tânăr, adică undeva în jurul anului 1360. Când a fost prins în 1335 s-a notat că era doar un copil. Dacă s-a născut chiar înainte de 1320 și a murit undeva înainte de 1360 atunci nu ar fi avut mai mult de 40 de ani când a murit.

## Stil
Deși nu sunt multe lucruri certe despre viața lui Barna, lucările sale sunt foarte distincte. Este cunoscut pentru personajele sale dramatice și expresive și pentru utilizarea unei compoziții diferite comparativ cu predecesorii săi. De exemplu, versiunea sa a Învierii lui Lazăr conține mai puține personaje decât versiunea lui Duccio și se pune mai mult accent pe stările și acțiunile fiecărui personaj. Expresia fețelor lor este mai dramatică și există o formă de umanitate ce nu a mai întâlnită într-o pictură sieneză de dinaintea sa. Se pare că Barna ignora formula gotică exemplificată de Simone Martini și ucenicii săi. În schimb, personajele sale au un anumit volum și sentiment ce amintesc de Lorenzetti și alți pictori florentini, întărind suspiciunea că Barna nu s-a născut în Siena, ci s-a născut și a crescut în Florența, mutându-se ulterior în Siena.

## Galerie

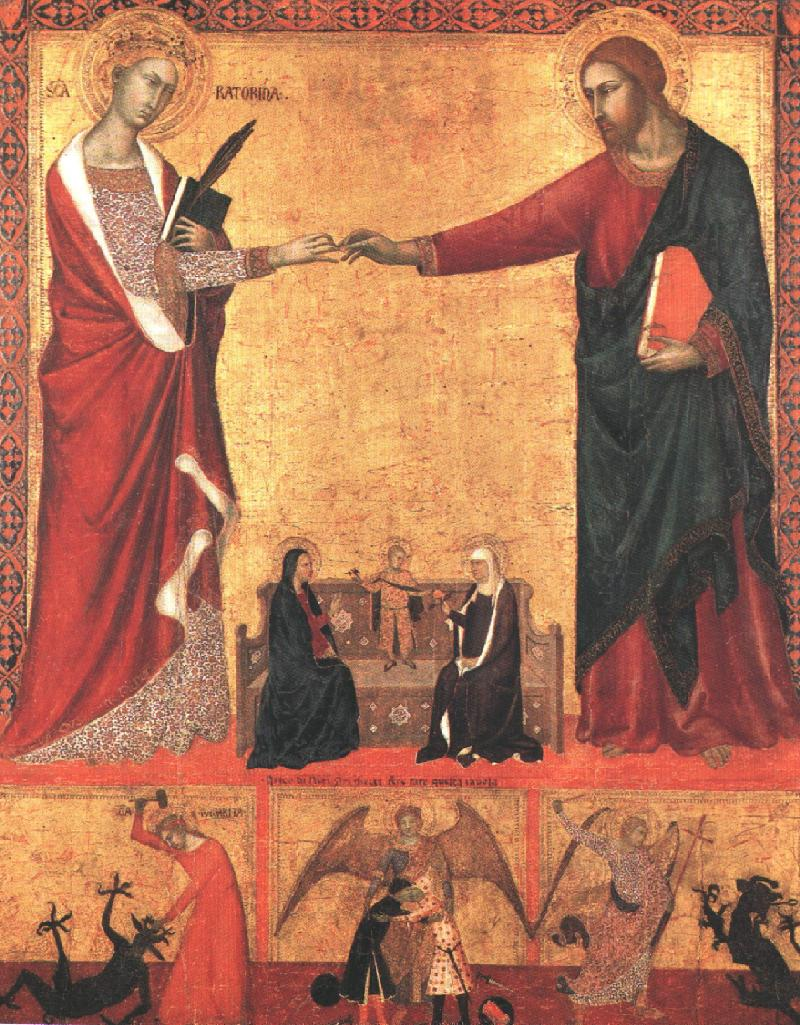
Nunta mistică a Sfintei Ecaterina (1340)
Isus purtând crucea, cu un călugăr dominican (1330-1350)
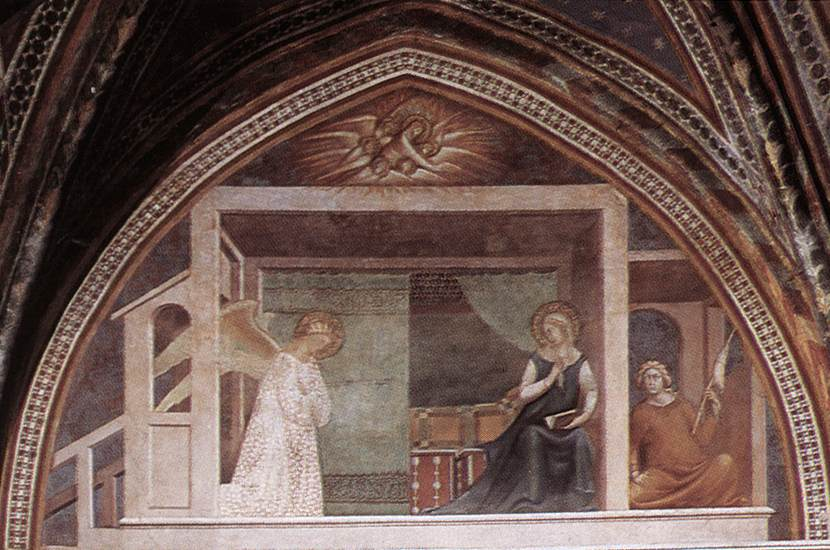
Buna Vestire (c. 1340)